# سلیمان (خواننده)
سلیمان (به انگلیسی: Slimane) با نام کامل سلیمان نبچی (به انگلیسی: Slimane Nebchi) (زاده ۱۳ اکتبر ۱۹۸۹) خواننده و ترانه‌سرا فرانسوی است.
او نماینده فرانسه در یوروویژن ۲۰۲۴ بود و به مقام چهارم رسید.